# Selma Blair
Selma Blair Beitner (Southfield, Michigan, Estats Units, 23 de juny de 1972), és una actriu estatunidenca.

## Biografia
Filla de Molly Ann, jutjessa, i d'Elliot Beitner, Selma Blair és la petita de quatre germanes. De confessió jueva va en principi a una escola religiosa a Farmington Hills a Michigan, després obté el 1994 la seva llicència en arts i anglès a la Universitat de Michigan.
Després, Selma Blair s'orienta cap a una carrera de fotògrafa professional. Va a Nova York i no triga a inscriure's al Conservatori Stella Adler, on un agent la descobreix i li fa signar el seu primer contracte publicitari. Fa els seus inicis en curts, fa la veu de l'amiga de Sarah Michelle Gellar al telèfon al film Scream 2 (sense sortir als credits) i fa una audició pel paper de Buffy per la sèrie Buffy the Vampire Slayer. Apareix per primera vegada a la pantalla a les comèdies In and Out (In & Out) (1997) davant de Joan Cusack, Debutante (1998) amb Josh Hartnett i a la comèdia per adolescents No puc esperar (1998) amb Jennifer Love Hewitt, abans d'obtenir el 1998 el paper principal de la sèrie còmica australiana Zoé, Duncan, Jack i Jane, per dues temporades.
Però es dona a conèixer al cinema per la seva interpretació com a jove adolescent ingènua i una mica estúpida, manipulada per Sarah Michelle Gellar i Ryan Phillippe en la comèdia dramàtica Sexe Intentions (1999) de Roger Kumble. El seu personatge, inspirat en Cécile de Volanges de la novel·la Les amistats perilloses, esdevé ràpidament famós, en particular per l'escena del petó amb Sarah Michelle Gellar.
Selma es gira llavors cap al gènere còmic: enllaça el paper d'una actriu de cinema pornogràfic en la comèdia In Love (2000) amb Freddie Prinze Jr. i Julia Stiles que coneixerà a A Guy Thing, una estudiant tancada i cínica en Una rossa molt legal (2001) on retroba la seva amiga Reese Witherspoon, o una jove dissortada d'amor a La cosa més dolça (2002) amb Cameron Diaz i Christina Applegate. Prova a continuació el drama en el film Highway amb Jared Leto i Jake Gyllenhaal. El film surt directament en DVD però és saludat per la critica.
El 2004, és escollida per liquidar Ron Perlman en l'adaptació cinematogràfica del comic Hellboy de Guillermo del Toro, on fa el paper de la piroquinesista Liz Sherman. El film assoleix un cert èxit al box-office. Alternant sempre entre produccions de Hollywood i films independents, dona la rèplica a Scarlett Johansson a En bona companyia (2003), interpreta una nimfòmana al delirant A Dirty Shame (2004) abans de provar el thriller fantàstic amb The Fog (2005) amb Tom Welling i el drama Pretty Persuasion (2005) amb Evan Rachel Wood, Jane Krakowski i James Wood, el film policíac The Deal (2005) amb Christian Slater i el drama Purple Violetes (2006) amb Patrick Wilson i Debra Messing. El 2008, és al cartell de la continuació de les aventures del justicier de l'infern, Hellboy II: L'exèrcit daurat i del drama romàntic El joc de l'amor amb Morgan Freeman, Greg Kinnear i Radha Mitchell.

## Vida privada
És molt amiga de Sarah Michelle Gellar, Reese Witherspoon i Julia Stiles, amb qui ha compartit cartell dues vegades.
El 2001 es promet amb l'actor Jason Schwartzman. Es casa finalment el 24 de gener de 2004 amb l'actor Ahmet Zappa, abans de començar un procediment de divorci l'any 2006.
Ha tingut amb Jason Bleick un fill anomenat Arthur nascut el 25 de juliol de 2011.
A finals del 2018, es va publicar que patia esclerosi múltiple. Al documental Introducing, Selma Blair (2021), dirigit per Rachel Fleit, l'actriu parla del procés de la seva malaltia.

## Filmografia

### Pel·lícules
| Any  | Títol                                                      | Rol | Notes                                                      |
| ---- | ---------------------------------------------------------- | --- | ---------------------------------------------------------- |
| 1997 | In and Out                                                 |     | Director: Frank Oz                                         |
| 1997 | Scream 2                                                   |     | Director: Wes Craven (veu) (no surt als crèdits)           |
| 1998 | Noia (Girl)                                                |     | Director: Jonathan Kahn                                    |
| 1998 | No puc esperar (Can't Hardly Wait)                         |     | Directors: Harry Elfont i Deborah Kaplan                   |
| 1998 | Debutante                                                  |     | Director: Mollie Jones (curtmetratge)                      |
| 1999 | Intencions perverses (Cruel Intentions)                    |     | Director: Roger Kumble                                     |
| 2000 | In Love (Down to You)                                      |     | Director: Kris Isacsson                                    |
| 2001 | Storytelling                                               |     | Director: Todd Solondz                                     |
| 2001 | Mata'm després (Kill Me Later)                             |     | Director: Dana Lustig                                      |
| 2001 | Una rossa molt legal (Legally Blonde)                      |     | Director: Robert Luketic                                   |
| 2002 | Highway                                                    |     | Director: James Cox                                        |
| 2002 | La cosa més dolça (The Sweetest Thing)                     |     | Director: Roger Kumble                                     |
| 2004 | Hellboy                                                    |     | Director: Guillermo del Toro                               |
| 2004 | Els sexeaddictes (A Dirty Shame)                           |     | Director: John Waters                                      |
| 2004 | In Good Company                                            |     | Director: Paul Weitz                                       |
| 2005 | Pretty Persuasion                                          |     | Director: Marcos Siega                                     |
| 2005 | The Deal                                                   |     | Director: Harvey Kahn                                      |
| 2005 | The Big Empty                                              |     | Directors: Lisa Chang i Newton Thomas Sigel (curtmetratge) |
| 2005 | Terror en la boira (The Fog)                               |     | Director: Rupert Wainwright                                |
| 2006 | The Alibi                                                  |     | Directors: Matt Checkowski i Kurt Mattila                  |
| 2007 | Purple Violetes                                            |     |                                                            |
| 2007 | El joc de l'amor (Feast of Love)                           |     | Director: Robert Benton                                    |
| 2008 | El meu nòvio és un lladre                                  |     |                                                            |
| 2008 | The poker house                                            |     | Director: Lori Petty                                       |
| 2008 | Hellboy II: L'exèrcit daurat (Hellboy II: The Golden Army) |     | Director: Guillermo del Toro                               |
| 2011 | Dark Horse                                                 |     | Director: Todd Solondz                                     |
| 2011 | The Family Tree                                            |     | Director: Vivi Friedman                                    |
| 2012 | Columbus Circle                                            |     | Director: George Gallo                                     |
| 2012 | In Their Skin                                              |     | Director: Jeremy Power Regimbal                            |
| 2016 | Mothers and Daughters                                      |     | Directors: Paul Duddridge, Nigel Levy                      |
| 2016 | Ordinary World                                             |     | Director: Lee Kirk                                         |
| 2017 | Mom and Dad                                                |     | Director: Brian Taylor                                     |
| 2019 | After. Aquí comença tot                                    |     | Director: Jenny Gage                                       |
| 2020 | A Dark Foe                                                 |     | Director: Maria Gabriela Cardenas                          |
| 2020 | After We Collided                                          |     | Director: Roger Kumble                                     |
| 2021 | Introducing, Selma Blair                                   |     | Documental autobiogràfic                                   |

### Sèries de Televisió
| Any  | Títol                            | Rol | Notes                               |
| ---- | -------------------------------- | --- | ----------------------------------- |
| 1999 | Zoé, Duncan, Jack i Jane         |     | Directors: Daniel Paige i Sue Paige |
| 1999 | Xena, la guerrera                |     | Temporada 5 ep. 16                  |
| 2002 | Friends                          |     |                                     |
| 2006 | Hellboy: Sword of Storms         |     | (TV) (veu)                          |
| 2007 | Hellboy Animated: Blood and Iron |     | (TV) (veu)                          |
| 2009 | Kath i Kim                       |     |                                     |
| 2012 | Anger Management                 |     | Director: Bruce Helford             |
| 2015 | American Crime Story             |     | Director: Ryan Murphy               |

## Premis i nominacions

### Premis
- MTV Movie 2000: Millor petó per Sexe intentions (amb Sarah Michelle Gellar)
- Young Hollywood 2000: Millor revelació femenina per Sexe intentions
- Young Hollywood 2002: Nova Generació per la seva carrera

### Nominacions
- MTV Movie 2000: Millor revelació femenina per Sexe intentions